# Sandtjärnen (Kalls socken, Jämtland, 704469-137627)
Sandtjärnen är en sjö i Åre kommun i Jämtland och ingår i Indalsälvens huvudavrinningsområde. Sjön har en area på 0,0826 kvadratkilometer och ligger 456,5 meter över havet. Sjön avvattnas av vattendraget Härrån.

## Delavrinningsområde
Sandtjärnen ingår i det delavrinningsområde (704497-137735) som SMHI kallar för Mynnar i Kallsjön. Medelhöjden är 538 meter över havet och ytan är 28,92 kvadratkilometer. Räknas de 6 avrinningsområdena uppströms in blir den ackumulerade arean 67,7 kvadratkilometer. Härrån som avvattnar avrinningsområdet har biflödesordning 2, vilket innebär att vattnet flödar genom totalt 2 vattendrag innan det når havet efter 307 kilometer. Avrinningsområdet består mestadels av skog (86 procent). Avrinningsområdet har 0,14 kvadratkilometer vattenytor vilket ger det en sjöprocent på 0,5 procent.